# 拉佩萨
拉佩萨，是西班牙安达卢西亚自治区格拉纳达省的一个市镇。总面积101平方公里，2001年普查人口總數為1445人，人口密度為每平方公里14人。